# Langelurillus holmi
Langelurillus holmi är en spindelart som beskrevs av Maciej Próchniewicz 1994. Langelurillus holmi ingår i släktet Langelurillus och familjen hoppspindlar. Inga underarter finns listade i Catalogue of Life.